# Prawa miłości
Prawa miłości (niem. Gesetze der Liebe) – niemiecki film niemy z 1927 r., który został zmontowany przez Magnusa Hirschfelda w dużej części z materiałów ocenzurowanego i zniszczonego filmu Richarda Oswalda Inaczej niż inni (Anders als die Andern), a traktujący o homoseksualizmie. Po premierze film nie wszedł do rozpowszechniania z powodu cenzury. 17 lutego 1929 r. miał swoją premierę w Finlandii. Po premierze w Niemczech zakazany i zniszczony. Jedną kopię wywieziono do Ukrainy, gdzie w latach 70. XX wieku odnaleziona została przez Muzeum Miejskie w Monachium.
W 1999 r. Muzeum Filmu w Monachium (Filmmuseum München) wykonało rekonstrukcję Praw miłości (montaż Gerhard Ullmann i Klaus Volkmer, muzyka Bernt Schultheis, kierownictwo obróbki technicznej Frank Strobel, redakcja Nina Goslar).